# Irish Professional Championship
Die Irish Professional Championship war ein professionelles Snookerturnier zur Ermittlung des nationalen Snookermeisters der Insel Irland. Teilnahmeberechtigt waren folglich Spieler aus Irland oder Nordirland. Das Turnier wurde zwischen 1947 und 1981 auf Basis von Herausforderungsspielen ausgetragen, anschließend wurde das Turnier in einem K.-o.-System gespielt. Nachdem das Turnier in den 1980ern vom Weltverband subventioniert worden war, wurde das Turnier nach der Ausgabe 1989 eingestellt und Anfang der 1990er-Jahre für zwei und Mitte der 2000er-Jahre für drei Ausgaben wiederbelebt. Rekordsieger sind Alex Higgins und Dennis Taylor mit je sechs Titeln beziehungsweise Jackie Rea, der den Titel insgesamt 26 Jahre halten konnte. 2005 spielte Joe Swail mit einem 142er-Break das höchste Break der Turniergeschichte.

## Geschichte
Erstmals ausgetragen wurde die Irish Professional Championship im Jahr 1947. Sieger der ersten Ausgabe war Jackie Rea, der nun als Titelverteidiger seine Herausforderer aussuchen konnte. In den folgenden 26 Jahren besiegte Rea fast jeden seiner Herausforderer, er unterlag lediglich Jack Bates 1952, holte den Titel im Folgenden aber wieder zurück. 1972 unterlag er jedoch dem aufstrebenden Alex Higgins, der im Folgenden einmal gegen Dennis Taylor und zweimal gegen Patsy Fagan seinen Titel verteidigen konnte. Erst beim zweiten Aufeinandertreffen mit Taylor im Jahr 1980 unterlag Higgins seinem Herausforderer und Taylor wurde neuer Titelverteidiger. Nachdem er 1981 gegen Patsy Fagan gewonnen hatte, wurde 1982 der Herausforderungsmodus abgeschafft und durch ein K.-o.-System mit zahlreichen Teilnehmern ersetzt. Dennoch blieb Taylor erstmal Titelträger, verlor dann aber im Jahr 1983 gegen Alex Higgins. Ab Ende der 1970er-Jahre gab es zudem immer mal wieder Sponsoren: zum einen die Zigarettenmarke Benson & Hedges, zum anderen die Biermarke Smithwicks.
Nachdem 1984 keine Ausgabe stattfand, wurde das Turnier ab 1985 seitens des Weltverbandes mit 1.000 £ pro Spieler subventioniert. Unter der Sponsorschaft von Strongbow Cider (1985 + 1986) und Matchroom Sport (1987) verblieb das Turnier im K.-o.-System. Die folgenden drei Ausgaben gewann stets Dennis Taylor, bis dieser 1988 im Finale überraschend gegen Jack McLaughlin verlor. Dieser erreichte 1989 erneut das Finale, musste sich aber Alex Higgins geschlagen geben. 1989 endete allerdings die WPBSA-Subvention und da man keinen Sponsor hatte, musste das Turnier eingestellt werden. 1992 fand man aber mit der Brauerei Murphy’s einen Sponsor und das Turnier konnte wiederbelebt werden. Es zog allerdings nach Cork um und wurde somit zum ersten Mal in der Republik Irland ausgetragen. Sieger der folgenden beiden Ausgaben, die mit 34 Teilnehmern die größten Ausgaben des Turnieres waren, waren Joe Swail und Ken Doherty. 1993 musste das Turnier schließlich erneut eingestellt werden.
Mitte der 2000er-Jahre gab es mit dem Poker-Unternehmen VC Poker bzw. deren Plattform VCpoker.ie wieder einen Sponsor und das Turnier wurde im Großraum Dublin wiederbelebt. Nachdem 2005 Joe Swail gewonnen und mit einem 142er-Break das höchste Break der Turniergeschichte gespielt hatte, siegte 2006 und 2007 Ken Doherty. Anschließend musste das Turnier aber erneut eingestellt werden.

## Sieger
| Jahr                                                                            | Austragungsort                                                                  | Sieger                                                                          | Ergebnis                                                                        | Finalist                                                                        | Sponsor                                                                         | Saison                                                                          |
| Irish Professional Championship – Non-ranking-Turnier auf Herausforderungsbasis | Irish Professional Championship – Non-ranking-Turnier auf Herausforderungsbasis | Irish Professional Championship – Non-ranking-Turnier auf Herausforderungsbasis | Irish Professional Championship – Non-ranking-Turnier auf Herausforderungsbasis | Irish Professional Championship – Non-ranking-Turnier auf Herausforderungsbasis | Irish Professional Championship – Non-ranking-Turnier auf Herausforderungsbasis | Irish Professional Championship – Non-ranking-Turnier auf Herausforderungsbasis |
| ------------------------------------------------------------------------------- | ------------------------------------------------------------------------------- | ------------------------------------------------------------------------------- | ------------------------------------------------------------------------------- | ------------------------------------------------------------------------------- | ------------------------------------------------------------------------------- | ------------------------------------------------------------------------------- |
| 1947–1951                                                                       | unbekannt                                                                       | Jackie Rea                                                                      | vers.                                                                           | verschieden                                                                     | –                                                                               | –                                                                               |
| 1952                                                                            | unbekannt                                                                       | Jack Bates                                                                      | vers.                                                                           | Jackie Rea                                                                      | –                                                                               | –                                                                               |
| 1952–1972                                                                       | unbekannt                                                                       | Jackie Rea                                                                      | vers.                                                                           | verschieden                                                                     | –                                                                               | –                                                                               |
| 1972                                                                            | Belfast                                                                         | Alex Higgins                                                                    | 28:12                                                                           | Jackie Rea                                                                      | –                                                                               | 1971/72                                                                         |
| 1978 I                                                                          | Belfast – Ulster Hall                                                           | Alex Higgins                                                                    | 21:7                                                                            | Dennis Taylor                                                                   | –                                                                               | 1977/78                                                                         |
| 1978 II                                                                         | Belfast – Ulster Hall                                                           | Alex Higgins                                                                    | 21:13                                                                           | Patsy Fagan                                                                     | Benson & Hedges                                                                 | 1977/78                                                                         |
| 1979                                                                            | Belfast – Ulster Hall                                                           | Alex Higgins                                                                    | 21:12                                                                           | Patsy Fagan                                                                     | Smithwicks                                                                      | 1978/79                                                                         |
| 1980                                                                            | Belfast – Ulster Hall                                                           | Dennis Taylor                                                                   | 21:15                                                                           | Alex Higgins                                                                    | –                                                                               | 1979/80                                                                         |
| 1981                                                                            | Coleraine – Riverside Theatre                                                   | Dennis Taylor                                                                   | 22:21                                                                           | Patsy Fagan                                                                     | –                                                                               | 1980/81                                                                         |
| Irish Professional Championship – Non-ranking-Turnier mit K.-o.-System          |                                                                                 |                                                                                 |                                                                                 |                                                                                 |                                                                                 |                                                                                 |
| 1982                                                                            | Coleraine – Riverside Theatre                                                   | Dennis Taylor                                                                   | 16:13                                                                           | Alex Higgins                                                                    | Smithwicks                                                                      | 1981/82                                                                         |
| 1983                                                                            | Belfast – Maysfield Leisure Centre                                              | Alex Higgins                                                                    | 16:11                                                                           | Dennis Taylor                                                                   | Smithwicks                                                                      | 1982/83                                                                         |
| 1985                                                                            | Belfast – Ulster Hall                                                           | Dennis Taylor                                                                   | 10:5                                                                            | Alex Higgins                                                                    | Strongbow                                                                       | 1984/85                                                                         |
| 1986                                                                            | Belfast – Maysfield Leisure Centre                                              | Dennis Taylor                                                                   | 10:7                                                                            | Alex Higgins                                                                    | Strongbow                                                                       | 1985/86                                                                         |
| 1987                                                                            | Antrim – Antrim Forum                                                           | Dennis Taylor                                                                   | 9:2                                                                             | Joe O’Boye                                                                      | Matchroom                                                                       | 1986/87                                                                         |
| 1988                                                                            | Antrim – Antrim Forum                                                           | Jack McLaughlin                                                                 | 9:4                                                                             | Dennis Taylor                                                                   | –                                                                               | 1987/88                                                                         |
| 1989                                                                            | Antrim – Antrim Forum                                                           | Alex Higgins                                                                    | 9:7                                                                             | Jack McLaughlin                                                                 | –                                                                               | 1988/89                                                                         |
| 1992                                                                            | Cork – Jury’s Hotel                                                             | Joe Swail                                                                       | 9:1                                                                             | Jason Prince                                                                    | Murphy’s                                                                        | 1991/92                                                                         |
| 1993                                                                            | Cork – Jury’s Hotel                                                             | Ken Doherty                                                                     | 9:2                                                                             | Stephen Murphy                                                                  | Murphy’s                                                                        | 1992/93                                                                         |
| 2005                                                                            | Templeogue – Spawell Sport and Leisure Complex                                  | Joe Swail                                                                       | 9:7                                                                             | Ken Doherty                                                                     | VC Poker                                                                        | 2005/06                                                                         |
| 2006                                                                            | Templeogue – Spawell Sport and Leisure Complex                                  | Ken Doherty                                                                     | 9:4                                                                             | Michael Judge                                                                   | VC Poker                                                                        | 2006/07                                                                         |
| 2007                                                                            | Dublin – Red Cow Exhibition Centre                                              | Ken Doherty                                                                     | 9:2                                                                             | Fergal O’Brien                                                                  | VC Poker                                                                        | 2007/08                                                                         |